# Região Geográfica Intermediária de Vitória
A Região Geográfica Intermediária de Vitória é uma das quatro regiões intermediárias do estado brasileiro do Espírito Santo e uma das 134 regiões intermediárias do Brasil, criadas pelo Instituto Brasileiro de Geografia e Estatística (IBGE) em 2017. É composta por 21 municípios, distribuídos em duas regiões geográficas imediatas.
Sua população total estimada pelo Instituto Brasileiro de Geografia e Estatística (IBGE) para 1º de julho de 2018 é de 2 244 173 de habitantes, distribuídos em uma área total de 9 684,561 km².
Serra é o município mais populoso da região intermediária, com 507 598 habitantes, de acordo com estimativas de 2018 do Instituto Brasileiro de Geografia e Estatística (IBGE), mas o capital do estado é Vitória.

## Regiões geográficas imediatas
| Região geográfica imediata                                                                 | Municípios | População Estimativa 2018 | Área (km²) |
| ------------------------------------------------------------------------------------------ | --- | ------------------------- | ---------- |
| Região Geográfica Imediata de Vitória                                                      | Alfredo Chaves Anchieta Cariacica Fundão Guarapari Piúma Serra Viana Vila Velha Vitória                                                                                               | 2 016 338                 | 3 429,185  |
| Região Geográfica Imediata de Afonso Cláudio-Venda Nova do Imigrante-Santa Maria de Jetibá | Afonso Cláudio Brejetuba Conceição do Castelo Domingos Martins Itarana Laranja da Terra Marechal Floriano Santa Leopoldina Santa Maria de Jetibá Santa Teresa Venda Nova do Imigrante | 227 835                   | 6 255,376  |
| Total                                                                                      | 21 | 2 244 173                 | 9 684,561  |